# Château épiscopal de Coire
Le château épiscopal de Coire, appelé en allemand Bischöfliches Schloss, est un château fort, situé dans le quartier de Hof de la ville grisonne de Coire, en Suisse.

## Histoire
Un premier bâtiment a été construit après 1272, à la suite de l'inauguration de la cathédrale. Il prend son aspect baroque actuel à la suite d'une refonte 
réalisée entre 1732 et 1733 sous la direction de l'évêque Joseph Benedikt von Rost.
Il est bâti autour d'une cour centrale avec de riches décorations en stuc et décoré de quatre pilastres sur sa façade.
Le bâtiment, de même que sa bibliothèque et les archives qui y sont conservées, sont inscrits comme bien culturel d'importance nationale.

## Source
- (de) Cet article est partiellement ou en totalité issu de l’article de Wikipédia en allemand intitulé « Bischöfliches Schloss (Chur) » (voir la liste des auteurs).